# 週刊少年チャンピオン新人まんが賞
週刊少年チャンピオン新人まんが賞（しゅうかんしょうねんチャンピオンしんじんまんがしょう）は、秋田書店が主催する少年誌向けの新人漫画賞である。1973年にスタートし、原則3月締切の上期と、9月締切の下期で年2回開催される。

## 概要
ギャグ、コメディ、ストーリー、4コマ、ショートショート等を問わない、オールジャンル1部門の漫画賞である。秋田書店発行の漫画雑誌『週刊少年チャンピオン』で募集が行われる。全応募作品から一次選考作品、二次選考作品を選び出し（それぞれ週刊本誌上で発表）、「新人大賞」「入選」「準入選」「佳作」「特別奨励賞」「奨励賞」の各賞（ただし、「特別奨励賞」は常設されず、募集ページにも明示されていない）が選ばれ、6月初旬・12月初旬発売号の週刊少年チャンピオン誌上で発表される。
賞のランクが高ければ高いほど、デビューや連載が確証されているという事はなく、特別奨励賞や奨励賞のように下位入賞でも、本誌で連載を持っている作家が非常に多いのも特徴。入賞者は全員、秋田書店の隣にあるホテルメトロポリタンエドモントにて授賞式、賞金授与式、食事会へと招待される。
2012年下期は『月刊少年チャンピオン』、『別冊少年チャンピオン』と合同で『別冊少年チャンピオン創刊記念新人まんが賞』として開催。2013年上期より『別冊少年チャンピオン』のみと合同形式を継続して再開となる。

## 審査員

### 現在（第83回以降）の審査員
- 浜岡賢次（第49回 -）
- 渡辺航（第73回 -）
- 佐藤タカヒロ（第77回 -）
- 米原秀幸（第51回 - 第74回、第83回 -）
- 沢考史（週刊少年チャンピオン編集長、第65回 -）

### 過去の審査員
- 石井いさみ（第9回 - 第28回）
- 山上たつひこ（第9回 - 第28回）
- 手塚治虫（第9回 - 第31回）
- 立原あゆみ（第25回 - 第63回）
- 小林よしのり（第29回 - 第36回）
- 菊地秀行（第29回 - 第43回）
- 川三番地（第37回 - 第42回）
- 石山東吉（第37回 - 第50回）
- きくち正太（第43回 - 第48回）
- 小山田いく（第44回 - 第55回）
- 瀬口たかひろ（第56回 - 第63回）
- やまさき拓味（第64、65回）
- 馬場民雄（第64、65回）
- 佐渡川準（第66回 - 第72回）
- 小沢としお（第66回 - 第82回）
- 青山広美（第75、76回）
- 歴代「週刊少年チャンピオン」編集長

## 主な受賞作家
- ますたにたけし（第1回1973年下期 佳作）
- 大和正樹（第6回1976年上期 選外佳作）
- 楠みちはる（第9回1977年下期 佳作）
- とり・みき（第12回1979年上期 佳作）
- 神矢みのる（第13回1979年下期 入選）
- 木村和昭（第13回1979年下期 佳作）
- 小山田いく（第13回1979年下期 佳作）
- 貞本義行（第16回1981年上期 入選）
- 橋本俊二（第27回1986年下期 奨励賞）
- 古谷野孝雄（第33回1989年下期 奨励賞）
- 鬼頭莫宏（第37回1991年下期 奨励賞 第42回1994年上期 入選）
- 瀬口たかひろ（第38回1992年上期 奨励賞 第39回1992年下期 奨励賞 第40回1993年上期 奨励賞）
- 富沢ひとし（第39回1992年下期 佳作）
- 草場道輝（第40回1993年上期 奨励賞 第42回1994年上期 奨励賞）
- 樋田和彦（第41回1993年下期 入選）
- 川島よしお（第43回1994年下期 佳作）
- 緋采俊樹（第44回1995年上期 奨励賞 第46回1996年上期 佳作）
- 松島幸太朗（第46回1996年上期 佳作）
- 沼田純（第47回1996年下期 奨励賞）
- 太田正樹（第48回1997年上期 奨励賞 第49回1997年下期 奨励賞）
- 小沢としお（第49回1997年下期 入選）
- 芹沢直樹（第49回1997年下期 奨励賞）
- 施川ユウキ（第51回1998年下期 佳作）
- 伯林（第52回1999年上期 準入選）
- 山内雪奈生（第52回1999年上期 奨励賞）
- 平川哲弘（第53回1999年下期 佳作）
- 園田ともひろ（第53回1999年下期 奨励賞）
- やぎさわ景一（第53回1999年下期 奨励賞）
- 佐藤タカヒロ（第54回2000年上期 準入選）
- 国広あずさ（第54回2000年上期 佳作）
- 菊池昭夫（第54回2000年上期 奨励賞）
- 菅原キク（第55回2000年下期 佳作）
- 佐渡川準（第55回2000年下期 奨励賞）
- 今井智文（第56回2001年上期 奨励賞）
- マツリセイシロウ（第58回2002年上期 奨励賞）
- カミムラ晋作（第60回2003年上期 佳作）
- 桜井のりお（第60回2003年上期 特別奨励賞）
- 佐藤健悦（第61回2003年下期 特別奨励賞）
- 近藤豪志（第62回2004年上期 佳作）
- 梅田阿比（第64回2005年上期 奨励賞 第65回2005年下期 奨励賞）
- 安部真弘（第66回2006年上期 奨励賞）
- 増田英二（第67回2006年下期 奨励賞）
- 稲山覚也（第70回2008年上期 特別奨励賞 第71回2008年下期 準入選）
- 阿部共実（第73回2009年下期 奨励賞 第74回2010年上期 入選）
- 佐藤健太郎（第76回2011年上期 準入選）